# Geneviève Halévy
Marie-Geneviève Raphaëlle Halévy-Bizet-Straus (París, 26 de febrer de 1849 - París, 22 de desembre de 1926) va ser una influent salonnière francesa.
Es va casar amb el compositor Georges Bizet i després amb l'advocat Émile Straus. Va inspirar Marcel Proust com una de les models per a la llegendària Oriane, la duquessa de Guermantes, imaginària reina de l'alta noblesa parisenca, i Odette de Crécy a la seva novel·la A la recerca del temps perdut (1913).

## La vida
Geneviève Halévy va néixer a París en el si d'una família jueva d'ascendència portuguesa com la filla petita del compositor Jacques-Fromental Halévy i la seva dona Léonie (de soltera Rodrigues-Henriques).

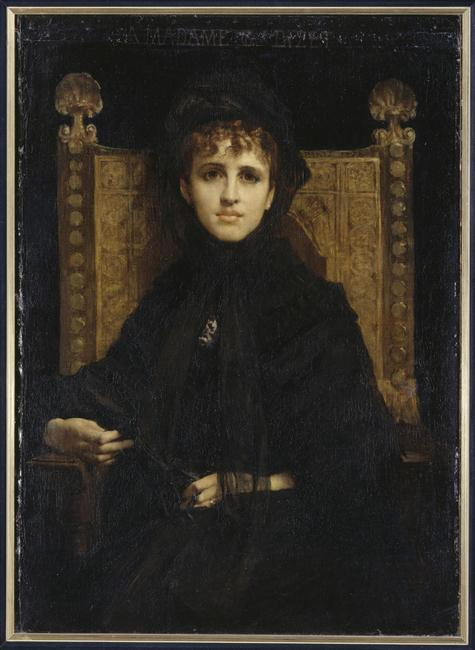
Retrat d'Halévy, amb dol rigorós, de Jules-Élie Delaunay, ara al Museu d'Orsay (1878)

La joventut de Geneviève Halévy va ser trista: va perdre el seu pare quan tenia 13 anys, la seva germana gran quan en tenia 15 i la seva mare va patir períodes d'inestabilitat mental. El 1869, Halévy es va casar amb Georges Bizet, deixeble del seu pare. Dos anys més tard, el 1871, va donar a llum el seu fill Jacques, que a l'escola es faria amic de Marcel Proust.
Bizet va morir sobtadament d'un atac de cor el 1875, pocs mesos després de l'estrena de la seva òpera Carmen. La seva vídua n'heretà la fama pòstuma i la fortuna que se'n derivà. Un any més tard, Geneviève i Élie-Miriam Delaborde, un amic íntim tant d'ella com del seu difunt marit, van signar un contracte matrimonial, tot i que no es van arribar a casar mai.
Geneviève Bizet es va traslladar amb el seu fill a viure amb el seu oncle, Léon Halévy. Va obrir un saló per al seu cosí Ludovic Halévy, on el va ajudar a rebre la societat artística de l'època en el que es conegué com els dijous de Ludovic (Les jeudis de Ludovic). Al cap d'uns anys, ella mateixa va obrir el seu propi saló, on es reunien membres distingits de la societat, com ara el baró i la baronessa Alphonse de Rothschild, la comtessa Emmanuela Potocka, la duquessa de Richelieu, la comtessa de Chevigné (una altra model de la duquessa de Guermantes). Molt festejada, Geneviève Halévy tingué al seu saló escriptors, artistes i intel·lectuals com Henri Meilhac, Georges de Porto-Riche, Edgar Degas, Joseph Reinach, Paul Hervieu, Paul Bourget, Charles Gounod, Alexandre Dumas i el seu cosí Ludovic.
El 1886, Geneviève Bizet es va casar amb l'advocat Émile Straus, un ric advocat conegut de la família Rothschild i col·leccionista d'art. El seu saló, decorat amb pintures de Jean-Marc Nattier, Georges de La Tour i Claude Monet, esdevingué cada vegada més de moda: hi rebia Robert de Montesquiou i el seu cosí comtesse Greffulhe, pintors i periodistes. Molts partidaris de Dreyfus van socialitzar al saló de la senyora Straus, inclòs Émile Zola, que en el moment de l'Afer Dreyfus va publicar el seu “J'Accuse” a la revista L'Aurore, i Marcel Proust, que va ser un dels primers intel·lectuals a donar-hi suport, signant el "Manifest dels intel·lectuals". Passat l'Afer, el saló va perdre relleu.
Després de 1910, la senyora Straus es va deprimir cada cop més i es va apartar de la societat. El seu fill Jacques Bizet es va suïcidar el 1922. Unes setmanes més tard, Proust va morir. Geneviève Straus va morir el 1926 a París, als 77 anys.
La seva imatge, melancòlica i refinada, vestida de dol complet o bé de mig dol, va ser immortalitzada per pintors com Gustave Moreau, Giovanni Boldial, Auguste Toulemouche i Jules-Élie Delaunay, pel fotògraf Paul Nadar, o a les pàgines dels diaris d'Edmond de Goncourt i de Notre coeur, de Guy de Maupassant.